# Sender Freies Berlin
Sender Freies Berlin (SFB) (pl: Nadajnik Wolny Berlin) – były niemiecki regionalny nadawca radiowo-telewizyjny, obejmujący swym zasięgiem miasto Berlin Zachodni, a po zjednoczeniu Niemiec miasto na prawach landu Berlin.

## Historia
Pierwszy sygnał transmisyjny z Berlina nadało 29 października 1923 roku społeczne towarzystwo techniczne Deutsche Stunde, Gesellschaft für drahtlose Belehrung und Unterhaltung GmbH (pl: Niemiecka Audycja, Instytucja Społecznej Rozrywki Bezprzewodowej). W 1933 roku całkowitą kontrolę nad telewizją objęła nazistowska instytucja Großdeutscher Rundfunk – w Berlinie utworzono Reichssender Berlin. W 1945 roku zlikwidowano struktury III Rzeszy i rozwiązano redakcję telewizyjną w Berlinie.
Po II wojnie światowej rozpoczęto starania o uruchomienie radiowo-telewizyjnej stacji nadawczej w brytyjskiej strefie okupacyjnej Berlina. W tym czasie odbierać już można było Radio Hamburg. Postanowiono utworzyć spółkę radiofonii i telewizji dla całej brytyjskiej strefy pod szyldem Nordwestdeutscher Rundfunk (NWDR). Podobny zabieg miał miejsce w amerykańskiej strefie okupacyjnej, gdzie utworzono Rundfunk im amerikanischen Sektor (RIAS). Od 1948 roku NWDR przeszedł w administrację Republiki Federalnej Niemiec, zaś RIAS pozostał w rękach amerykańskich administratorów Berlina.
W 1953 roku następuje oddzielenie Berlina od zasięgu nadawania i obszaru regionalnego w NWDR. Dnia 1 czerwca 1954 roku powołano rozgłośnię radiową Sender Freies Berlin (SFB), która obsługiwała teren Berlina Zachodniego – od września 1954 roku była członkiem ARD. W 1958 roku SFB rozpoczął nadawanie audycji telewizyjnej w ramach bloku ARD.
Sygnał SFB nadawany z Berlina Zachodniego był odbieralny prawie na cały terytorium NRD, podobnie jak rozgłośnie i telewizja NRD mogła być odbierana w Berlinie Zachodnim.
4 stycznia 1965 roku SFB wraz z Radio Bremen oraz Norddeutscher Rundfunk (NDR) rozpoczęło nadawanie regionalnego programu telewizyjnego. Program ten początkowo nazywał się Nord 3, potem przemianowano go na Norddeutsches Fernsehen N3, a od grudnia 2001 funkcjonuje pod nazwą NDR Fernsehen.
Po upadku muru berlińskiego i zjednoczeniu Niemiec na terenie Berlina jeszcze przez dłuższy czas działało SFB – jako nadawca radiowo-telewizyjny Berlina Zachodniego oraz DFF oraz Berliner Rundfunk – jako nadawcy radiowi i telewizji z Berlina Wschodniego. Od 1992 roku postanowiono wprowadzić reformy w berlińskich mediach – od tej pory SFB objął kuratelę nad całym Berlinem, stacja radiowa SFB1 stała się rozgłośnią Berlin 88,8. Całkowicie zlikwidowano media Berlina Wschodniego.
W 1993 roku SFB rozpoczęła współpracę z ORB i utworzyło wspólną rozgłośnię informacyjną BZWEI (do tej pory znane jako SFB2). Od 1994 roku działalność rozpoczął kanał radiowy RADIOmultikulti SF (do tej pory znane jako SFB4), adresowany dla cudzoziemców i imigrantów. W 1997 roku pojawia się kanał RADIOkultur (do tej pory znane jako SFB3).
1 maja 2003 roku nastąpiło oficjalne połączenie ORB i SFB w Rundfunk Berlin-Brandenburg (RBB).

### Dyrektorzy SFB
- 1954–1957: Alfred Braun(inne języki)
- 1957–1960: Walter Geerdes(inne języki)
- 1961–1968: Walter Steigner(inne języki)
- 1968–1978: Franz Albert Barsig(inne języki)
- 1978–1983: Wolfgang Haus(inne języki)
- 1983–1986: Lothar Loewe(inne języki)
- 1986–1989: Günter Herrmann
- 1989–1997: Dr Günther von Lojewski(inne języki)
- 1998–2003: Horst Schättle(inne języki)

## Produkty SFB

### Telewizja
- SFB1 – tzw. „trzeci kanał” dla Berlina;
- Das Erste – wspólny kanał ARD;
- Phoenix – wspólny kanał ARD;
- KI.KA – wspólny kanał dla dzieci ARD i ZDF;
- Arte – francusko-niemiecki kanał kulturalny;
- 3sat – wspólny niemieckojęzyczny kanał międzynarodowy ARD, ZDF, ORF i SRG SSR.

### Radio
- 88acht(inne języki) – lokalne radio w Berlinie;
- RADIOmultikulti(inne języki) – stacja dla zagranicznych pracowników i imigrantów;
- Fritz – radio młodzieżowe (we współpracy z ORB);
- INFOradio(inne języki) – stacja informacyjna (we współpracy z ORB);
- RADIOkultur(inne języki) – stacja kultury (we współpracy z ORB);
- radioEINS(inne języki) – stacja rozrywki (we współpracy z ORB).